# Attila Csihar
Attila Gabor Csihar, född 29 mars 1971, är en ungersk musiker inom black metal-genren och nuvarande sångare i norska bandet Mayhem. 
Csihar började sin karriär som sångare i det ungerska black metal-bandet Tormentor 1986 och har även figurerat i grupper som Aborym, Keep of Kalessin, Emperor, Limbonic Art, Anaal Nathrakh och Sunn O))). Mest känd är han kanske för att ha ersatt Dead (Per-Yngve Ohlin) i Mayhem efter dennes självmord. Han anlitades av Euronymous för att lägga sången på skivan De Mysteriis Dom Sathanas och var en del av bandet under den turbulenta perioden 1992–1994. Han återkom till Mayhem 2004 då bandets andre vokalist Sven Erik Kristiansen (Maniac) hade bestämt sig för att lämna bandet. Efter Csihars återkomst har bandet släppt albumet Ordo Ad Chao 2007.
Csihar är bosatt i Budapest, är skild och har två barn.

## Diskografi

### Med Tormentor
- The Seventh Day of Doom (1987) (demo)
- Anno Domini (1988) (demo)
- Black and Speed Metál (1989) (delad kassett: Tormentor / Atomic / Trepán / Diktátor)
- Recipe Ferrum! (1999) (studioalbum)

### Med Mayhem
- De Mysteriis Dom Sathanas (1993) (studioalbum, gästmusiker)
- Mediolanum Capta Est (1998) (livealbum)
- Cult of Aggression (2004) (video)
- Ordo Ad Chao (2007) (studioalbum)
- Pure Fucking Mayhem (2008) (video)
- Esoteric Warfare (2014) (studioalbum)

### Med Plasma Pool
- I (1996) (samlingsalbum)
- Drowning (1999) (livealbum)

### Med Aborym
- Kali Yuga Bizarre (1998) (studioalbum, gästmusiker)
- Fire Walk With Us (2000) (studioalbum)
- With No Human Intervention (2003) (studioalbum)
- Generator (2006) (studioalbum, gästsångare på "Man Bites God")

### Med Limbonic Art
- Ultimate Death Worship (2002) (studioalbum, gästsångare på "From the Shades of Hatred")

### Samlingsalbum
- The Beast of Csihar Attila (2003) (samlingsalbum)

### Med Anaal Nathrakh
- When Fire Rains Down From The Sky, Mankind Will Reap As It Has Sown (2003) (EP, gästsångare på "Atavism")
- Eschaton (2006) (studioalbum, gästsångare på "Regression to the Mean")

### Med Keep of Kalessin
- Reclaim (2003) (EP)

### Med Emperor
- Scattered Ashes: A Decade of Emperial Wrath (2003) (samlingsalbum, gästsångare på "Funeral Fog", Mayhem-cover)

### Med Sear Bliss
- Glory and Perdition (2003) (studioalbum, gästsångare på "Birth of Eternity" och "Shores of Death")

### Med Korog
- Korog (2004) (studioalbum)

### Med Sunn O)))
- White2 (2004) (studioalbum, gästmusiker)
- Solstitium Fulminate (2005) (livealbum)
- Oracle (2007) (studioalbum, gästmusiker)
- Dømkirke (2008) (livealbum, gästartist)
- Agharti Live 09-10 (2011) (livealbum, gästartist)

### Med Burial Chamber Trio
- Burial Chamber Trio (2007) (studioalbum)
- WVRM (2007) (livealbum)

### Med Gravetemple
- The Holy Down (2007) (studioalbum)
- Ambient/Ruin (2008) (demo)
- Le Vampire de Paris (2009) (livealbum)

### Stephen O'Malley & Attila Csihar
- 6°Fskyquake (2008) (studioalbum)

### Med Pentemple
- 0))) Presents... (2008) (livealbum)

### Med Sinsaenum
- A Taste of Sin (2016) (EP)
- Sinsaenum (2016) (EP)
- Echoes of the Tortured (2016) (studioalbum)